# Boxe nos Jogos Olímpicos de Verão da Juventude de 2010
As competições de boxe nos Jogos Olímpicos de Verão da Juventude de 2010 foram disputadas entre 21 e 25 de agosto no Centro Internacional de Convenções, em Singapura.
Assim como nos Jogos Olímpicos tradicionais, foram realizadas onze categorias de acordo com o peso, apenas para garotos. Cada categoria contou com seis boxeadores, totalizando 66 competidores. As vagas foram distribuídas de acordo com o desempenho no Campeonato Mundial Juvenil de Boxe e outras realocadas para garantir a presença de todos os continentes na disputa.

## Eventos
| - Peso mosca-ligeiro (-48 kg) - Peso mosca (-51 kg) - Peso galo (-54 kg) - Peso pena (-57 kg) - Peso leve (-60 kg) - Peso meio-médio-ligeiro (-64 kg) | - Peso meio-médio (-69 kg) - Peso médio (-75 kg) - Peso meio-pesado (-81 kg) - Peso pesado (-91 kg) - Peso superpesado (+91 kg) |

## Calendário
| Agosto | 14 | 15 | 16 | 17 | 18 | 19 | 20 | 21 | 22 | 23 | 24 | 25 | 26 |
| ------ | -- | -- | -- | -- | -- | -- | -- | -- | -- | -- | -- | -- | -- |
| Boxe   |    |    |    |    |    |    |    |    |    |    |    | 11 |    |

|  | Dia de competição |  | Dia de final |

## Medalhistas
| Evento                           | Ouro                               | Prata                             | Bronze                              |
| -------------------------------- | ---------------------------------- | --------------------------------- | ----------------------------------- |
| Peso mosca-ligeiro detalhes      | Ryan Burnett IRL Irlanda           | Salman Alizada AZE Azerbaijão     | Zohidjon Hoorboyev UZB Uzbequistão  |
| Peso mosca detalhes              | Emmanuel Rodríguez PUR Porto Rico  | Dj Maaki NRU Nauru                | Hesham Abdelaal EGY Egito           |
| Peso galo detalhes               | Robeisy Eloy Ramírez CUB Cuba      | Shiva Thapa IND Índia             | Dawid Michelus POL Polônia          |
| Peso pena detalhes               | Artur Bril GER Alemanha            | Elvin Isayev AZE Azerbaijão       | Fradimil Macayo VEN Venezuela       |
| Peso leve detalhes               | Evaldas Petrauskas LTU Lituânia    | Brett Mather AUS Austrália        | Krishan Vikas IND Índia             |
| Peso meio-médio-ligeiro detalhes | Ricardas Kuncaitis LTU Lituânia    | Samuel Zapata VEN Venezuela       | Fabián Maidana ARG Argentina        |
| Peso meio-médio detalhes         | David Lourenço da Costa BRA Brasil | Ahmad Mamadjanov UZB Uzbequistão  | Nursahat Pazziyev TKM Turcomenistão |
| Peso médio detalhes              | Damien Hooper AUS Austrália        | Juan Carlos Carrillo COL Colômbia | Zoltan Harcsa HUN Hungria           |
| Peso meio-pesado detalhes        | Irosvani Duverger CUB Cuba         | Burak Aksin TUR Turquia           | Sardorbek Begaliev UZB Uzbequistão  |
| Peso pesado detalhes             | Lenier Eunice Pero CUB Cuba        | Fabio Turchi ITA Itália           | Umit Can Patir TUR Turquia          |
| Peso superpesado detalhes        | Tony Yoka FRA França               | Joseph Parker NZL Nova Zelândia   | Daniil Svaresciuc MDA Moldávia      |

## Quadro de medalhas
| Ordem | País              | Medalha de ouro | Medalha de prata | Medalha de bronze |    |
| ----- | ----------------- | --------------- | ---------------- | ----------------- | -- |
| 1     | CUB Cuba          | 3               |                  |                   | 3  |
| 2     | LTU Lituânia      | 2               |                  |                   | 2  |
| 3     | AUS Austrália     | 1               | 1                |                   | 2  |
| 4     | GER Alemanha      | 1               |                  |                   | 1  |
|       | BRA Brasil        | 1               |                  |                   | 1  |
|       | FRA França        | 1               |                  |                   | 1  |
|       | IRL Irlanda       | 1               |                  |                   | 1  |
|       | PUR Porto Rico    | 1               |                  |                   | 1  |
| 9     | AZE Azerbaijão    |                 | 2                |                   | 2  |
| 10    | ARG Argentina     |                 | 1                | 2                 | 3  |
| 11    | IND Índia         |                 | 1                | 1                 | 2  |
|       | TUR Turquia       |                 | 1                | 1                 | 2  |
|       | VEN Venezuela     |                 | 1                | 1                 | 2  |
| 14    | COL Colômbia      |                 | 1                |                   | 1  |
|       | ITA Itália        |                 | 1                |                   | 1  |
|       | NRU Nauru         |                 | 1                |                   | 1  |
|       | NZL Nova Zelândia |                 | 1                |                   | 1  |
| 18    | ARG Argentina     |                 |                  | 1                 | 1  |
|       | EGY Egito         |                 |                  | 1                 | 1  |
|       | HUN Hungria       |                 |                  | 1                 | 1  |
|       | POL Polônia       |                 |                  | 1                 | 1  |
|       | MDA Moldávia      |                 |                  | 1                 | 1  |
|       | TKM Turcomenistão |                 |                  | 1                 | 1  |
| TOTAL | TOTAL             | 11              | 11               | 11                | 33 |